# Fésüs László (biokémikus)
Fésüs László (Hernádnémeti, 1947. november 13. –) Széchenyi-díjas magyar orvos, biokémikus, sejtbiológus, egyetemi tanár, a Magyar Tudományos Akadémia rendes tagja. Kutatási területe a sejtbiokémia, a fiziológiás sejthalál (apoptózis) és a transzglutaminázok. 1999-ben a Debreceni Orvostudományi Egyetem utolsó, illetve az egyetemegyesítések után létrejött Debreceni Egyetem első rektora 2000–2001-ben. 2001 és 2007 között a Debreceni Egyetem Orvos- és Egészségtudományi Centrum elnöke, 2007-ben ismét az egyetem rektorává választották, tisztségét 2010-ig töltötte be.

## Életútja
1966-ban kezdte meg egyetemi tanulmányait a Debreceni Orvostudományi Egyetemen, Itt szerzett orvosdiplomát 1972-ben. Három évvel később megszerezte laboratóriumi szakorvosi képesítését. Diplomájának megszerzése után az egyetem Kórélettani Intézetének munkatársaként kapott állást. 1976–1977-ben ösztöndíjjal az Amerikai Egyesült Államokban kutatott (National Institute of Health, NIH, Bethesda). Hazatérése után a DOTE Klinikai Kémiai Intézetének adjunktusa lett. 1985-ben átment a Biokémiai Intézetbe (később Biokémiai és Molekuláris Intézet), ahol 1987-ben egyetemi docensi, majd 1991-ben egyetemi tanári kinevezést kapott. 1993-ban átvette az intézet igazgatói tisztségét. 1995-ben az egyetem rektorhelyettese, majd 1999-ben utolsó rektora volt, majd a Kossuth Lajos Tudományegyetemmel történt egyesítés után a Debreceni Egyetem első rektora lett. Tisztét 2001-ig töltötte be. Ezt követően az egyetem Orvos- és Egészségtudományi Centrumának elnöke lett. Hat évre rá ismét az egyetem rektorává választották. Tisztségében 2010-ben Fábián István váltotta. 1999 és 2002 között Széchenyi professzori ösztöndíjjal kutatott. Több helyen volt vendégprofesszor: Houstoni Egyetem (1989), Római Egyetem (1991).
1978-ban megvédte az orvostudományok kandidátusi, 1988-ban a biológiai tudományok akadémiai doktori értekezését. Az MTA Sejt- és Fejlődésbiológiai Bizottságának lett tagja, illetve titkára, később a bizottság elnöke is volt. Emellett a Biokémiai és Molekuláris Biológiai Bizottságba és a Debreceni Akadémiai Bizottságba is bekerült. 1998-ban megválasztották a Magyar Tudományos Akadémia levelező, 2004-ben pedig rendes tagjává. Közben a Tudományetikai Bizottság tagja, később elnöke lett. Akadémiai tisztségei mellett 1985–1990-ben a Magyar Immunológiai Társaság, valamint a Magyar Laboratóriumi Diagnosztikai Társaság vezetőségi tagja volt. Szintén 1985-től a Magyar Biokémiai Egyesület vezetőségi tagja, 2005-ben pedig megválasztották az egyesület elnökévé. 2004 és 2006 között a Magyar Akkreditációs Bizottság elnöke volt. 1993 és 2004 között a Cell and Death című tudományos szakfolyóirat alapító szerkesztője volt, emellett a Biokémia szerkesztőbizottságának tagja.

## Munkássága
Fő kutatási területe a sejtbiokémia, a fiziológiás sejthalál (apoptózis) és a transzglutaminázok.
Kutatási során kimutatta a trombocita aktiváló faktor (PAF) jelentős szerepét az ImmunglobinE-közvetített (IgE), az alvadási és fibrinolitikus (azaz a véralvadék lebontási folyamat) rendszer aktiválását eredményező in vivo immunreakciókban. Nevéhez fűződik az egyik legpontosabb mikroanalitikai módszer kidolgozása, amely alkalmas a transzglutamináz nevű enzim által létrehozott keresztkötés mérésére. Kimutatta a transzglutaminázok indukcióját és aktiválódását apoptózis (a programozott sejthalál egyik típusa) során.
Több mint százötven tudományos közlemény szerzője vagy társszerzője, ebből öt könyv/monográfia és tizenkét könyvfejezet. Munkáit elsősorban magyar és angol nyelven adja közre.

## Díjai, elismerései
- Szent-Györgyi Albert-díj (1996)
- Széchenyi-díj (2005)
- Pázmány Péter felsőoktatási díj (2006, Pro Renovanda Cultura Hungariae)
- Gábor Dénes-díj (2007)
- Semmelweis-díj (2008)
- Debrecen díszpolgára (2012)

## Főbb publikációi
- Highly Sensitive Method for Measurement of Atpase Activity (1977)
- Transglutaminase-sensitive Glutamine Residues of Human-plasma Fibronectin Revealed by Studying Its Proteolytic Fragments (1986)
- Induction and Activation of Tissue Transglutaminase During Programmed Cell-Death (1987)
- Searching for the Function of Tissue Transglutaminase: Its Possible Involvement in the Biochemical Pathway of Programmed Cell Death (1988)
- Apoptotic Hepatocytes Become Insoluble in Detergents and Chaotropic Agents as a Result of Transglutaminase Acton (1989)
- Differential Expression of Tissue Transglutaminase in Human Cells: An Immunohistorical Study (1989)
- Molecular Mechanisms in the Program of Cell Death by Apoptosis (1991)
- The Expression of Tissue Transglutaminase in Two Human Cancer Lines is Related to Programmed Cell Death (Apoptosis) (1991)
- Tissue Transglutaminase Isspecifically Expressed in Neonatal Rat Liver Cells Undergoing Apoptosis upon Epidermal Growth Factor Stimulation (1991)
- Transfection of Tissue Transglutaminase into balb-c 373 Fibroblasts: Increased Adhesion Fragmentation (1992)
- Activation of Retinoid-X Receptors Induces Apoptosis in HL-60 Cell-lines (1995)
- Orvosi biokémia (szerk., 2002)
- Transglutaminase-2: An Enigmatic Enzyme with Diverse Funcions (2002)
- Apoptózis (szerk., 2002)
- PPARgamma-dependent Regulation of Human Macrophages in Phagocytosis of Apoptotic Cells (2007)